# Predrag Marković (calciatore)
Predrag Marković (1º agosto 1930 – 19 dicembre 1979) è stato un calciatore jugoslavo, di ruolo attaccante.

## Carriera

### Nazionale
Disputò l'unica presenza con la Jugoslavia subentrando a Rajko Mitić il 17 ottobre 1954 in occasione dell'amichevole interna contro la Turchia (5-1) dove andò anche a segno.

## Statistiche

### Cronologia presenze e reti in nazionale
| Cronologia completa delle presenze e delle reti in nazionale ― Jugoslavia | Cronologia completa delle presenze e delle reti in nazionale ― Jugoslavia | Cronologia completa delle presenze e delle reti in nazionale ― Jugoslavia | Cronologia completa delle presenze e delle reti in nazionale ― Jugoslavia | Cronologia completa delle presenze e delle reti in nazionale ― Jugoslavia | Cronologia completa delle presenze e delle reti in nazionale ― Jugoslavia | Cronologia completa delle presenze e delle reti in nazionale ― Jugoslavia | Cronologia completa delle presenze e delle reti in nazionale ― Jugoslavia |
| Data                                                                      | Città                                                                     | In casa                                                                   | Risultato                                                                 | Ospiti                                                                    | Competizione                                                              | Reti                                                                      | Note                                                                      |
| ------------------------------------------------------------------------- | ------------------------------------------------------------------------- | ------------------------------------------------------------------------- | ------------------------------------------------------------------------- | ------------------------------------------------------------------------- | ------------------------------------------------------------------------- | ------------------------------------------------------------------------- | ------------------------------------------------------------------------- |
| 17-10-1954                                                                | Sarajevo                                                                  | Jugoslavia                                                                | 5 – 1                                                                     | Turchia                                                                   | Amichevole                                                                | 1                                                                         | 77’                                                                       |
| Totale                                                                    |                                                                           | Presenze                                                                  | 1                                                                         |                                                                           | Reti                                                                      | 1                                                                         |                                                                           |

## Palmarès

### Individuale
- Capocannoniere della Prva Liga: 1

1954-1955 (20 gol, a pari merito con Kosta Tomašević e Bernard Vukas)